# Jakov Vranković
Jakov Vranković, hrvatski reprezentativni rukometaš

S seniorskom hrvatskom reprezentacijom osvojio je zlato na Mediteranskim igrama u Tarragoni 2018.